# Marion (Karolina Południowa)
Marion – miasto w Stanach Zjednoczonych, w stanie Karolina Południowa, w hrabstwie Marion.